# Escape
Escape är en tangent som förekommer på de flesta tangentbord. Den är placerad längst upp i vänstra hörnet på tangentbordet och förkortas oftast Esc. Från början var det tänkt att tangenten skulle kunna avbryta en pågående programkörning, men i de flesta nyare program är denna funktion modifierad, till exempel så att den endast avbryter en enskild funktion i programmet eller ingår i ett kortkommando. Koden som tangenten genererar (ASCII 0x1B, CTRL-[) används som inledning till styrkodsekvenser för vissa datorterminaler och i skrivarkontrollspråket PCL.
Tangenten används ibland för att avbryta helskärmsläge vid filmvisning på en dator.